# Санарика (Таранто)
Санарика (итал. Sanarica) је насеље у Италији у округу Таранто, региону Апулија.
Према процени из 2011. у насељу је живело 76 становника. Насеље се налази на надморској висини од 26 м.